# Escut del Pont d'Armentera
L'escut oficial del Pont d'Armentera (Alt Camp) té el següent blasonament:
Escut caironat: d'atzur, un pont d'or de tres ulls sobremuntat d'una creu patent d'or i acostat de dos bàculs d'abat d'or en pal. Per timbre, una corona mural de vila.

## Història
Va ser aprovat el 6 d'agost del 2001 i al DOGC el 25 de setembre del 2001.
El pont és un senyal parlant tradicional relatiu al nom de la vila, que va pertànyer des del segle xv al monestir de Santes Creus, simbolitzat pels bàculs d'abat a banda i banda del pont i per la creu de dalt, un senyal parlant.